# سفارت آرژانتین در واشینگتن دی.سی.
سفارت آرژانتین در واشینگتن دی.سی. (به انگلیسی: Embassy of Argentina) یک منطقهٔ مسکونی و نمایندگی سیاسی این کشور در ایالات متحده آمریکا است که در واشینگتن، دی.سی. واقع شده‌است.